# Карсон Ривер Вали (Вашингтон)
Карсон Ривер Вали (енгл. Carson River Valley) насељено је место без административног статуса у америчкој савезној држави Вашингтон.

## Демографија
По попису из 2010. године број становника је 2.279, што је 163 (7,7%) становника више него 2000. године.
| Група             | 2000.         | 2010.         |
| Белци             | 1.832 (86,6%) | 1.957 (85,9%) |
| Афроамериканци    | 7 (0,3%)      | 11 (0,5%)     |
| Азијати           | 5 (0,2%)      | 12 (0,5%)     |
| Хиспаноамериканци | 129 (6,1%)    | 160 (7,0%)    |
| Укупно            | 2.116         | 2.279         |